# مصطفی منصور
مصطفی منصور (انگلیسی: Mustafa Mansour؛ ۲ اوت ۱۹۱۴ – ۲۴ ژوئیهٔ ۲۰۰۲) یک بازیکن و مربی فوتبال اهل مصر بود.
وی سابقه بازی در تیم‌های الاهلی مصر و باشگاه فوتبال کویینز پارک اسکاتلند را دارد.